# دوغلاس ماكارثر
دوغلاس ماكارثر (26 يناير 1880 - 5 أبريل 1964) (بالإنجليزية: Douglas MacArthur) كان جنرال أمريكي، جنرال في الأمم المتحدة ومشير في الجيش الفلبيني. كان قائد جيش الولايات المتحدة الأمريكية في ثلاثينات القرن العشرين ولعب دوراً بارزاً في حرب المحيط الهادي أثناء الحرب العالمية الثانية.
تلقى دوغلاس ماكارثر تعليمه العسكري في أكاديمية ويست بوينت العسكرية (United States Military Academy at West Point)، وهي واحدة من أعرق الأكاديميات العسكرية في الولايات المتحدة. بعد تخرجه، بدأ خدمته العسكرية في سلاح المهندسين في الجيش الأمريكي، حيث اكتسب خبرة في التكتيكات والهندسة العسكرية، وهو ما ساعده لاحقًا في تخطيط الحملات الحربية الكبرى خلال الحربين العالميتين والحرب الكورية. من مسيرته يمكن القول  إن العلوم ليست مجرد دراسة فقط، بل هي تدريب على التفكير الاستراتيجي الذي تتطلبه كل معركة.
خدم في الفلبين كقائد للقوات الأميركية هناك وفي عام 1937 قدّم استقالته لكن وبعد هجوم بيرل هاربور وإعلان اليابان الحرب على الولايات المتحدة استدعاه الرئيس الأميركي روزفلت وأعاده إلى الجيش الأميركي وجعله برتبة فريق حيث قام بفتح جبهة شاسعة في جنوب شرق آسيا والمحيط الهادي كانت إستراتيجية تعتمد على الانقضاض على الجزر التي تحتلها اليابان الواحدة تلو الأخرى وصولا إلى الجزر اليابانية تولّى منصب قائد القوات البرية الأميركية في منطقة المحيط الهادي وجنوب شرق آسيا في الحرب العالمية الثانية وبعد انتصار الولايات المتحدة على اليابان قدمت جائزة مالية لماكارثر قدرها 500 ألف دولار إلى ما يعادل عشرة ملايين دولار عام 2006، قبل باستسلام اليابان في 2 سبتمبر 1945، ثم أصبح الحاكم العسكري أثناء احتلال اليابان من الفترة بين 1945 و1951.
ساعد ماكارثر اليابان على بناء نفسها ووضع أسس نظام ديمقراطي فيها، كما كان له دور كبير في إصدار الأوامر لهيئته بوضع مسودة دستور اليابان.
تولّى قيادة القوات الإسترالية خلال الحرب العالمية الثانية وقيادة قوات الأمم المتحدة في كوريا الجنوبية خلال الفترة 1950 – 1951 يشار إلى أن ماكارثر من الضباط الذين حذروا القيادة الأميركية من مخاطر غزو فيتنام. توفي عام 1964 وشُيّد له نصب تذكاري ومتحف يعرض فيها مسيرته العسكرية الطويلة اشتهر بمقولته (في الحرب لا بديل عن النصر). تم تسريح الجنرال ماكارثر من الخدمة نهائياً من قبل الرئيس الأمريكي هاري ترومان بسبب معارضته لسياسة ترومان في الحرب الكورية.
قاتل ماكارثر في الحرب العالمية الأولى، الحرب العالمية الثانية، والحرب الكورية، وكان واحد من بين خمسة أشخاص فقط في التاريخ الأمريكي الذين ترفعوا إلى مرتبة جنرال الجيش General of the Army.

## وصلات خارجية
- دوغلاس ماكارثر على موقع IMDb (الإنجليزية)
- دوغلاس ماكارثر على موقع الموسوعة البريطانية (الإنجليزية)
- دوغلاس ماكارثر على موقع مونزينجر (الألمانية)
- دوغلاس ماكارثر على موقع ميوزك برينز (الإنجليزية)
- دوغلاس ماكارثر على موقع إن إن دي بي (الإنجليزية)
- دوغلاس ماكارثر على موقع ديسكوغز (الإنجليزية)
- دوغلاس ماكارثر على موقع قاعدة بيانات الفيلم (الإنجليزية)
- دوغلاس ماكارثر على موقع أوليمبيديا (الإنجليزية)